# A Nagy Duett (ötödik évad)
A Nagy Duett című zenés show-műsor ötödik évadja 2017. április 2-án kezdődött a TV2-n. A műsorvezető Till Attila, a zsűritagok változatlanul Kasza Tibor, Szulák Andrea és Cooky voltak.
Az évad tíz részes volt, vasárnaponként sugározta a TV2. A döntőre 2017. június 4-én került sor, ahol az ötödik széria győztesei Janicsák Veca és Simon Kornél lettek, így ők nyerték el „Az év duettpárja” címet 2017-ben.

## Összesített eredmény
| – A páros továbbjutott                           |
| – A két legkevesebb szavazattal rendelkező páros |
| – A páros kiesett                                |

| #   | Párok              | Párok            | 1. adás (április 2.) | 2. adás (április 9.)  | 3. adás (április 16.) | 4. adás (április 23.) | 5. adás (április 30.) | 6. adás (május 7.)    | 7. adás (május 14.)   | 8. adás (május 21.)   | 9. adás (május 28.)   | 10. adás (június 4.)  | Eredmény                       |
| #   | Profik             | Amatőrök         | 1. adás (április 2.) | 2. adás (április 9.)  | 3. adás (április 16.) | 4. adás (április 23.) | 5. adás (április 30.) | 6. adás (május 7.)    | 7. adás (május 14.)   | 8. adás (május 21.)   | 9. adás (május 28.)   | 10. adás (június 4.)  | Eredmény                       |
| --- | ------------------ | ---------------- | -------------------- | --------------------- | --------------------- | --------------------- | --------------------- | --------------------- | --------------------- | --------------------- | --------------------- | --------------------- | ------------------------------ |
| 1.  | Janicsák Veca      | Simon Kornél     | 29 pont              | 30 pont               | 30 pont               | 28 pont               | 30 pont               | 60 pont               | 60 pont               | 59 pont               | Továbbjutottak        | -                     | Megnyerték a Nagy Duettet      |
| 2.  | Csipa              | Mádai Vivien     | 29 pont              | 28 pont               | 30 pont               | 30 pont               | 30 pont               | 60 pont               | 60 pont               | 59 pont               | Továbbjutottak        | -                     | 2. helyezettek a Nagy Duettben |
| 3.  | Judy               | Erdei Zsolt      | 29 pont              | 29 pont               | 30 pont               | 28 pont               | 30 pont               | 60 pont               | 55 pont               | 59 pont               | Továbbjutottak        | -                     | 3. helyezettek a Nagy Duettben |
| 4.  | Emilio             | Ábel Anita       | 29 pont              | 29 pont               | 30 pont               | 28 pont               | 27 pont               | 60 pont               | 60 pont               | 57 pont               | Továbbjutottak        | -                     | 4. helyezettek a Nagy Duettben |
| 5.  | Völgyesi Gabriella | Sági Szilárd     | 30 pont              | 30 pont               | 26 pont               | 28 pont               | 27 pont               | 60 pont               | 57 pont               | 55 pont               | Kiestek a 8. adásban  | Kiestek a 8. adásban  | Kiestek a 8. adásban           |
| 6.  | Vastag Csaba       | Ábrahám Edit     | 29 pont              | 30 pont               | 30 pont               | 30 pont               | 30 pont               | 60 pont               | 58 pont               | Kiestek a 7. adásban  | Kiestek a 7. adásban  | Kiestek a 7. adásban  | Kiestek a 7. adásban           |
| 7.  | Oláh Gergő         | Zimány Linda     | 29 pont              | 29 pont               | 30 pont               | 26 pont               | 28 pont               | 60 pont               | Kiestek a 6. adásban  | Kiestek a 6. adásban  | Kiestek a 6. adásban  | Kiestek a 6. adásban  | Kiestek a 6. adásban           |
| 8.  | Peller Károly      | Stohl Luca       | 29 pont              | 28 pont               | 30 pont               | 30 pont               | 28 pont               | Kiestek az 5. adásban | Kiestek az 5. adásban | Kiestek az 5. adásban | Kiestek az 5. adásban | Kiestek az 5. adásban | Kiestek az 5. adásban          |
| 9.  | Jolly              | Tóth-Hódi Pamela | 29 pont              | 29 pont               | 27 pont               | 25 pont               | Kiestek a 4. adásban  | Kiestek a 4. adásban  | Kiestek a 4. adásban  | Kiestek a 4. adásban  | Kiestek a 4. adásban  | Kiestek a 4. adásban  | Kiestek a 4. adásban           |
| 10. | Vincze Lilla       | Apáti Bence      | 30 pont              | 30 pont               | 28 pont               | Kiestek a 3. adásban  | Kiestek a 3. adásban  | Kiestek a 3. adásban  | Kiestek a 3. adásban  | Kiestek a 3. adásban  | Kiestek a 3. adásban  | Kiestek a 3. adásban  | Kiestek a 3. adásban           |
| 11. | Tolvai Reni        | Danny Blue       | 29 pont              | 25 pont               | Kiestek a 2. adásban  | Kiestek a 2. adásban  | Kiestek a 2. adásban  | Kiestek a 2. adásban  | Kiestek a 2. adásban  | Kiestek a 2. adásban  | Kiestek a 2. adásban  | Kiestek a 2. adásban  | Kiestek a 2. adásban           |
| 12. | Fábián Juli        | Győrfi Pál       | 30 pont              | Kiestek az 1. adásban | Kiestek az 1. adásban | Kiestek az 1. adásban | Kiestek az 1. adásban | Kiestek az 1. adásban | Kiestek az 1. adásban | Kiestek az 1. adásban | Kiestek az 1. adásban | Kiestek az 1. adásban | Kiestek az 1. adásban          |

A döntőben a zsűri már nem pontozott. Két fordulóban rendezték meg: az első forduló május 28-án, a második forduló június 4-én volt. A 9. adásban (május 28.) nem esett ki egyik páros sem, csak részeredményt hirdettek.

## Adások

### 1. adás (április 2.)
| #  | Előadók            | Előadók          | Dal                                             | Eredeti előadó                       | Pontozás    | Pontozás      | Pontozás | Pontozás | Eredmény       |
| #  | Profi              | Amatőr           | Dal                                             | Eredeti előadó                       | Kasza Tibor | Szulák Andrea | Cooky    | Összesen | Eredmény       |
| -- | ------------------ | ---------------- | ----------------------------------------------- | ------------------------------------ | ----------- | ------------- | -------- | -------- | -------------- |
| 1  | Csipa              | Mádai Vivien     | Túr Dö Flanc                                    | Rapülők                              | 10          | 9             | 10       | 29       | Továbbjutottak |
| 2  | Janicsák Veca      | Simon Kornél     | Sweet Dreams                                    | Marilyn Manson                       | 10          | 9             | 10       | 29       | Továbbjutottak |
| 3  | Judy               | Erdei Zsolt      | Táncolj cigánylány                              | MC Hawer és Tekknő                   | 10          | 9             | 10       | 29       | Továbbjutottak |
| 4  | Peller Károly      | Stohl Luca       | A Little Party Never Killed Nobody (All We Got) | Fergie, GoonRock, Q-Tip              | 9           | 10            | 10       | 29       | Továbbjutottak |
| 5  | Fábián Juli        | Győrfi Pál       | Balatoni nyár                                   | KFT                                  | 10          | 10            | 10       | 30       | Kiestek        |
| 6  | Vastag Csaba       | Ábrahám Edit     | Ringó vállú csengeri violám                     | Marica grófnő                        | 10          | 9             | 10       | 29       | Továbbjutottak |
| 7  | Tolvai Reni        | Danny Blue       | No Limit                                        | 2 Unlimited                          | 10          | 10            | 9        | 29       | Továbbjutottak |
| 8  | Emilio             | Ábel Anita       | Love Never Felt So Good                         | Michael Jackson és Justin Timberlake | 10          | 10            | 9        | 29       | Továbbjutottak |
| 9  | Vincze Lilla       | Apáti Bence      | Phantom Of The Opera                            | Az operaház fantomja                 | 10          | 10            | 10       | 30       | Utolsó előttik |
| 10 | Jolly              | Tóth-Hódi Pamela | Hafanana                                        | Afric Simone                         | 10          | 9             | 10       | 29       | Továbbjutottak |
| 11 | Oláh Gergő         | Zimány Linda     | Sugar                                           | Maroon 5                             | 10          | 10            | 9        | 29       | Továbbjutottak |
| 12 | Völgyesi Gabriella | Sági Szilárd     | Füstbement terv                                 | Kávészünet zenekar                   | 10          | 10            | 10       | 30       | Továbbjutottak |

### 2. adás (április 9.)
| #  | Előadók            | Előadók          | Dal                                    | Eredeti előadó           | Pontozás    | Pontozás      | Pontozás | Pontozás | Eredmény       |
| #  | Profi              | Amatőr           | Dal                                    | Eredeti előadó           | Kasza Tibor | Szulák Andrea | Cooky    | Összesen | Eredmény       |
| -- | ------------------ | ---------------- | -------------------------------------- | ------------------------ | ----------- | ------------- | -------- | -------- | -------------- |
| 1  | Tolvai Reni        | Danny Blue       | Blue Suede Shoes                       | Elvis Presley            | 8           | 8             | 9        | 25       | Kiestek        |
| 2  | Vastag Csaba       | Ábrahám Edit     | Brother Louie                          | Modern Talking           | 10          | 10            | 10       | 30       | Továbbjutottak |
| 3  | Oláh Gergő         | Zimány Linda     | Can’t Hold Us                          | Macklemore és Ryan Lewis | 9           | 10            | 10       | 29       | Továbbjutottak |
| 4  | Emilio             | Ábel Anita       | Hotel Menthol / Limbó hintó            | Hungária                 | 10          | 9             | 10       | 29       | Továbbjutottak |
| 5  | Vincze Lilla       | Apáti Bence      | I Need to Know                         | Marc Anthony             | 10          | 10            | 10       | 30       | Továbbjutottak |
| 6  | Csipa              | Mádai Vivien     | Born to Be Alive                       | Patrick Hernandez        | 10          | 9             | 9        | 28       | Továbbjutottak |
| 7  | Peller Károly      | Stohl Luca       | Xénia láz                              | Űrgammák                 | 9           | 10            | 9        | 28       | Utolsó előttik |
| 8  | Judy               | Erdei Zsolt      | Rock Me Amadeus                        | Falco                    | 10          | 9             | 10       | 29       | Továbbjutottak |
| 9  | Völgyesi Gabriella | Sági Szilárd     | Gipsy King egyveleg                    | Gipsy Kings              | 10          | 10            | 10       | 30       | Továbbjutottak |
| 10 | Janicsák Veca      | Simon Kornél     | How Do You Do!                         | Roxette                  | 10          | 10            | 10       | 30       | Továbbjutottak |
| 11 | Jolly              | Tóth-Hódi Pamela | Már mi nálunk babám az jött a szokásba | MC Hawer és Tekknő       | 10          | 9             | 10       | 29       | Továbbjutottak |

### 3. adás (április 16.)
| #  | Előadók            | Előadók          | Dal                | Eredeti előadó              | Pontozás    | Pontozás      | Pontozás | Pontozás | Eredmény       |
| #  | Profi              | Amatőr           | Dal                | Eredeti előadó              | Kasza Tibor | Szulák Andrea | Cooky    | Összesen | Eredmény       |
| -- | ------------------ | ---------------- | ------------------ | --------------------------- | ----------- | ------------- | -------- | -------- | -------------- |
| 1  | Vincze Lilla       | Apáti Bence      | Hello lányok       | Halott Pénz                 | 9           | 9             | 10       | 28       | Kiestek        |
| 2  | Völgyesi Gabriella | Sági Szilárd     | Can´t Buy Me Love  | The Beatles                 | 9           | 8             | 9        | 26       | Utolsó előttik |
| 3  | Peller Károly      | Stohl Luca       | A hegyekbe fönn    | Hip Hop Boyz                | 10          | 10            | 10       | 30       | Továbbjutottak |
| 4  | Jolly              | Tóth-Hódi Pamela | Kérek egy puszikát | Animal Cannibals            | 9           | 9             | 9        | 27       | Továbbjutottak |
| 5  | Vastag Csaba       | Ábrahám Edit     | Livin´ On a Prayer | Bon Jovi                    | 10          | 10            | 10       | 30       | Továbbjutottak |
| 6  | Oláh Gergő         | Zimány Linda     | Meseautó           | Meseautó                    | 10          | 10            | 10       | 30       | Továbbjutottak |
| 7  | Csipa              | Mádai Vivien     | Dr. Bubó           | Szabó Gyula és Csala Zsuzsa | 10          | 10            | 10       | 30       | Továbbjutottak |
| 8  | Janicsák Veca      | Simon Kornél     | Csak egy tánc volt | Szécsi Pál                  | 10          | 10            | 10       | 30       | Továbbjutottak |
| 9  | Judy               | Erdei Zsolt      | One Way Ticket     | Eruption                    | 10          | 10            | 10       | 30       | Továbbjutottak |
| 10 | Emilio             | Ábel Anita       | Origo              | Pápai József                | 10          | 10            | 10       | 30       | Továbbjutottak |

- Extra produkció: Kasza Tibor – Akarod-e mondd?

### 4. adás (április 23.)
| # | Előadók            | Előadók          | Dal                             | Eredeti előadó                | Pontozás    | Pontozás      | Pontozás | Pontozás | Eredmény       |
| # | Profi              | Amatőr           | Dal                             | Eredeti előadó                | Kasza Tibor | Szulák Andrea | Cooky    | Összesen | Eredmény       |
| - | ------------------ | ---------------- | ------------------------------- | ----------------------------- | ----------- | ------------- | -------- | -------- | -------------- |
| 1 | Janicsák Veca      | Simon Kornél     | Apuveddmeg                      | Wellhello                     | 9           | 10            | 9        | 28       | Továbbjutottak |
| 2 | Jolly              | Tóth-Hódi Pamela | Bailamos                        | Enrique Iglesias              | 8           | 8             | 9        | 27       | Kiestek        |
| 3 | Csipa              | Mádai Vivien     | Honky Tonk Woman                | Z’Zi Labor                    | 10          | 10            | 10       | 30       | Továbbjutottak |
| 4 | Völgyesi Gabriella | Sági Szilárd     | Legyen a Horváth kertben, Budán | Honthy Hanna                  | 9           | 9             | 10       | 28       | Továbbjutottak |
| 5 | Oláh Gergő         | Zimány Linda     | Windszörny                      | Dolly Roll                    | 8           | 9             | 9        | 26       | Utolsó előttik |
| 6 | Peller Károly      | Stohl Luca       | Mert a nézését meg a járását    | Szalóki Ági és a Parno Graszt | 10          | 10            | 10       | 30       | Továbbjutottak |
| 7 | Judy               | Erdei Zsolt      | Boksz                           | Locomotiv GT                  | 9           | 9             | 10       | 28       | Továbbjutottak |
| 8 | Emilio             | Ábel Anita       | I Feel Good / Living in America | James Brown                   | 9           | 9             | 10       | 28       | Továbbjutottak |
| 9 | Vastag Csaba       | Ábrahám Edit     | Hosszú forró nyár               | Zalatnay Sarolta              | 10          | 10            | 10       | 30       | Továbbjutottak |

### 5. adás (április 30.)
| # | Előadók            | Előadók      | Dal                         | Eredeti előadó            | Pontozás    | Pontozás      | Pontozás | Pontozás | Eredmény       |
| # | Profi              | Amatőr       | Dal                         | Eredeti előadó            | Kasza Tibor | Szulák Andrea | Cooky    | Összesen | Eredmény       |
| - | ------------------ | ------------ | --------------------------- | ------------------------- | ----------- | ------------- | -------- | -------- | -------------- |
| 1 | Peller Károly      | Stohl Luca   | Call Me Maybe               | Carly Rae Jepsen          | 9           | 9             | 10       | 28       | Kiestek        |
| 2 | Csipa              | Mádai Vivien | Délibábos Hortobágyon       | Erzsébet                  | 10          | 10            | 10       | 30       | Továbbjutottak |
| 3 | Vastag Csaba       | Ábrahám Edit | A jó, a rossz és a Kartel   | Ganxsta Zolee és a Kartel | 10          | 10            | 10       | 30       | Továbbjutottak |
| 4 | Janicsák Veca      | Simon Kornél | Ma Baker                    | Boney M.                  | 10          | 10            | 10       | 30       | Továbbjutottak |
| 5 | Völgyesi Gabriella | Sági Szilárd | A zöld, a bíbor és a fekete | P. Mobil                  | 9           | 9             | 9        | 27       | Továbbjutottak |
| 6 | Oláh Gergő         | Zimány Linda | Oops!… I Did It Again       | Britney Spears            | 9           | 10            | 9        | 28       | Utolsó előttik |
| 7 | Judy               | Erdei Zsolt  | Indulj el egy úton          | Népdal                    | 10          | 10            | 10       | 30       | Továbbjutottak |
| 8 | Emilio             | Ábel Anita   | Felmegyek hozzád            | Hofi Géza                 | 9           | 9             | 9        | 27       | Továbbjutottak |

- Extra produkció: Cooky – PPAP (Pen Pineapple Apple Pen)

### 6. adás (május 7.)
- Közös produkció: Úgy szeretném meghálálni (Kovács Kati)

| #                | Előadók            | Előadók      | Dal                                                                           | Eredeti előadó               | Pontozás    | Pontozás      | Pontozás | Pontozás | Eredmény       |
| #                | Profi              | Amatőr       | Dal                                                                           | Eredeti előadó               | Kasza Tibor | Szulák Andrea | Cooky    | Összesen | Eredmény       |
| ---------------- | ------------------ | ------------ | ----------------------------------------------------------------------------- | ---------------------------- | ----------- | ------------- | -------- | -------- | -------------- |
| 1                | Völgyesi Gabriella | Sági Szilárd | Forogj, világ!                                                                | NOX                          | 10          | 10            | 10       | 30       | Továbbjutottak |
| 2                | Emilio             | Ábel Anita   | La Isla Bonita                                                                | Madonna                      | 10          | 10            | 10       | 30       | Továbbjutottak |
| 3                | Csipa              | Mádai Vivien | Azt csinálok, amit én akarok                                                  | Pa-dö-dő                     | 10          | 10            | 10       | 30       | Továbbjutottak |
| 4                | Oláh Gergő         | Zimány Linda | Hej, rigó, rigó / Lakodalom van a mi utcánkban / Elment a Lidi néni a vásárba | Horváth Pista / Lagzi Lajcsi | 10          | 10            | 10       | 30       | Kiestek        |
| 5                | Vastag Csaba       | Ábrahám Edit | Good Morning Starshine                                                        | Hair                         | 10          | 10            | 10       | 30       | Továbbjutottak |
| 6                | Judy               | Erdei Zsolt  | Sofia                                                                         | Álvaro Soler                 | 10          | 10            | 10       | 30       | Utolsó előttik |
| 7                | Janicsák Veca      | Simon Kornél | Én a bánatomat mindig kifogom                                                 | Bangó Margit                 | 10          | 10            | 10       | 30       | Továbbjutottak |
| Közös produkciók |                    |              |                                                                               |                              |             |               |          |          |                |
| 8                | Judy               | Erdei Zsolt  | Waterloo                                                                      | ABBA                         | 10          | 10            | 10       | 30       |                |
| 8                | Völgyesi Gabriella | Sági Szilárd | Waterloo                                                                      | ABBA                         | 10          | 10            | 10       | 30       |                |
| 8                | Vastag Csaba       | Ábrahám Edit | Waterloo                                                                      | ABBA                         | 10          | 10            | 10       | 30       |                |
| 8                | Oláh Gergő         | Zimány Linda | Waterloo                                                                      | ABBA                         | 10          | 10            | 10       | 30       |                |
| 9                | Emilio             | Ábel Anita   | I’ll Be There For You                                                         | The Rembrandts               | 10          | 10            | 10       | 30       |                |
| 9                | Csipa              | Mádai Vivien | I’ll Be There For You                                                         | The Rembrandts               | 10          | 10            | 10       | 30       |                |
| 9                | Janicsák Veca      | Simon Kornél | I’ll Be There For You                                                         | The Rembrandts               | 10          | 10            | 10       | 30       |                |

### 7. adás (május 14.)
| #      | Előadók            | Előadók      | Dal                       | Eredeti előadó   | Pontozás    | Pontozás      | Pontozás | Pontozás | Eredmény       |
| #      | Profi              | Amatőr       | Dal                       | Eredeti előadó   | Kasza Tibor | Szulák Andrea | Cooky    | Összesen | Eredmény       |
| ------ | ------------------ | ------------ | ------------------------- | ---------------- | ----------- | ------------- | -------- | -------- | -------------- |
| 1      | Judy               | Erdei Zsolt  | Szerelemdoktor            | UFO              | 9           | 8             | 8        | 25       | Utolsó előttik |
| 2      | Völgyesi Gabriella | Sági Szilárd | Part Time Lover           | Stevie Wonder    | 9           | 9             | 9        | 27       | Továbbjutottak |
| 3      | Janicsák Veca      | Simon Kornél | 4 ütem                    | Sub Bass Monster | 10          | 10            | 10       | 30       | Továbbjutottak |
| 4      | Vastag Csaba       | Ábrahám Edit | Sárgul már a kukoricaszár | 3+2              | 9           | 9             | 10       | 28       | Kiestek        |
| 5      | Emilio             | Ábel Anita   | Pancsoló kislány          | Beatrice         | 10          | 10            | 10       | 30       | Továbbjutottak |
| 6      | Csipa              | Mádai Vivien | Múlnak a gyermekévek      | Ihász Gábor      | 10          | 10            | 10       | 30       | Továbbjutottak |
| párbaj |                    |              |                           |                  |             |               |          |          |                |
| 7      | Vastag Csaba       | Ábrahám Edit | Shine                     | Take That        | 10          | 10            | 10       | 30       |                |
| 7      | Janicsák Veca      | Simon Kornél | Shine                     | Take That        | 10          | 10            | 10       | 30       |                |
| 8      | Völgyesi Gabriella | Sági Szilárd | Everybody Get Up          | Five             | 10          | 10            | 10       | 30       |                |
| 8      | Judy               | Erdei Zsolt  | Everybody Get Up          | Five             | 10          | 10            | 10       | 30       |                |
| 9      | Emilio             | Ábel Anita   | Ghostbusters              | Ray Parker Jr.   | 10          | 10            | 10       | 30       |                |
| 9      | Csipa              | Mádai Vivien | Ghostbusters              | Ray Parker Jr.   | 10          | 10            | 10       | 30       |                |

### 8. adás – Elődöntő (május 21.)
| #  | Előadók            | Előadók      | Dal                                                        | Eredeti előadó                             | Pontozás    | Pontozás      | Pontozás | Pontozás | Eredmény       |
| #  | Profi              | Amatőr       | Dal                                                        | Eredeti előadó                             | Kasza Tibor | Szulák Andrea | Cooky    | Összesen | Eredmény       |
| -- | ------------------ | ------------ | ---------------------------------------------------------- | ------------------------------------------ | ----------- | ------------- | -------- | -------- | -------------- |
| 1  | Emilio             | Ábel Anita   | Poker Face                                                 | Lady Gaga                                  | 9           | 9             | 10       | 28       | Utolsó előttik |
| 7  | Emilio             | Ábel Anita   | Éjjel az omnibusz tetején                                  | Csókos asszony                             | 10          | 9             | 10       | 29       | Utolsó előttik |
| 2  | Judy               | Erdei Zsolt  | Mézga család                                               | Mézga család                               | 10          | 9             | 10       | 29       | Továbbjutottak |
| 6  | Judy               | Erdei Zsolt  | Egy jó asszony mindent megbocsájt                          | Zámbó Jimmy                                | 10          | 10            | 10       | 30       | Továbbjutottak |
| 3  | Völgyesi Gabriella | Sági Szilárd | Utcára nyílik a kocsmaajtó / Mikor a vodka a fejembe száll | MC Hawer és Tekknő                         | 9           | 9             | 9        | 27       | Kiestek        |
| 8  | Völgyesi Gabriella | Sági Szilárd | Sing Hallelujah                                            | Dr. Alban                                  | 10          | 9             | 9        | 28       | Kiestek        |
| 4  | Csipa              | Mádai Vivien | A felszarvazottak balladája                                | Deák Bill Gyula                            | 10          | 10            | 9        | 29       | Továbbjutottak |
| 9  | Csipa              | Mádai Vivien | Sukudum / Kiss Kiss                                        | Tarkan                                     | 10          | 10            | 10       | 30       | Továbbjutottak |
| 5  | Janicsák Veca      | Simon Kornél | Would I Lie To You                                         | David Guetta, Chris Willis, Cedric Gervais | 10          | 9             | 10       | 29       | Továbbjutottak |
| 10 | Janicsák Veca      | Simon Kornél | Adjon az ég                                                | Tankcsapda                                 | 10          | 10            | 10       | 30       | Továbbjutottak |

### 9. adás – Döntő I. forduló (május 28.)
| # | Előadók       | Előadók      | Dal                              | Eredeti előadó        |
| # | Profi         | Amatőr       | Dal                              | Eredeti előadó        |
| - | ------------- | ------------ | -------------------------------- | --------------------- |
| 1 | Judy          | Erdei Zsolt  | Kétforintos dal                  | P. Mobil              |
| 6 | Judy          | Erdei Zsolt  | Hajnal                           | Groovehouse           |
| 2 | Janicsák Veca | Simon Kornél | Húzzad csak kivilágos virradatig | Csárdáskirálynő       |
| 5 | Janicsák Veca | Simon Kornél | Könnyek az esőben                | Janicsák Veca         |
| 3 | Emilio        | Ábel Anita   | A nagy ho-ho-ho-horgász          | 100 Folk Celsius      |
| 8 | Emilio        | Ábel Anita   | Ne nézz vissza rám               | Emilio                |
| 4 | Csipa         | Mádai Vivien | Piros színű ruha                 | Nótár Mary            |
| 7 | Csipa         | Mádai Vivien | Paradicsom                       | Hooligans, Lotfi Begi |

- Extra produkció: Szulák Andrea – Slow / Can’t Get You Out of My Head

### 10. adás – Döntő II. forduló (június 4.)
| #  | Előadók       | Előadók      | Dal                         | Eredeti előadó  | Eredmény        |
| #  | Profi         | Amatőr       | Dal                         | Eredeti előadó  | Eredmény        |
| -- | ------------- | ------------ | --------------------------- | --------------- | --------------- |
| 1  | Csipa         | Mádai Vivien | Zene nélkül mit érek én     | Máté Péter      | 2. helyezettek  |
| 5  | Csipa         | Mádai Vivien | 99 Luftballons              | Nena            | 2. helyezettek  |
| 11 | Csipa         | Mádai Vivien | Ma Baker                    | Boney M.        | 2. helyezettek  |
| 2  | Emilio        | Ábel Anita   | Push It                     | Salt-N-Pepa     | 4. helyezettek  |
| 6  | Emilio        | Ábel Anita   | Megtalállak még             | FLM             | 4. helyezettek  |
| 3  | Janicsák Veca | Simon Kornél | Bulibáró / Dali Dalilej     | Kis Grófo, Pixa | 1. helyezettek  |
| 7  | Janicsák Veca | Simon Kornél | Nah Neh Nah                 | Vaya Con Dios   | 1. helyezettek  |
| 10 | Janicsák Veca | Simon Kornél | Honky Tonk Woman            | Z’Zi Labor      | 1. helyezettek  |
| 4  | Judy          | Erdei Zsolt  | Ha szombat este táncol      | Neoton Família  | 3. helyezettek' |
| 8  | Judy          | Erdei Zsolt  | Szállj el kismadár          | Republic        | 3. helyezettek' |
| 9  | Judy          | Erdei Zsolt  | Hotel Menthol / Limbó hintó | Hungária        | 3. helyezettek' |